# Мелиля
Мелѝля (на испански: Melilla, произнася се по-близко до Мелийя) е автономен испански град, разположен в Северна Африка, в източната част на планинската верига Риф, на брега на Средиземно море, срещу бреговете на Иберийски полуостров. Граничи с Мароко. Населението му е около 85 811 души (2024).
Мароко претендира за града, както и за Сеута, твърдейки че е част от неговата територия. Правителството на Испания никога не е поддържало никакъв тип спогодба относно тези градове.
Конституцията на Испания от 1978 установява петата си уредба, която дава право на градовете Сеута и Мелиля да се управляват като автономни, ако техните кметове го желаят. След приемането на Статута на автономност на Мелиля (Жизнеспособния закон) градът се счита автономен. Първият кмет-президент е политикът от Народната партия Игнасио Веласкес Ривера, а сегашният е Хуан Хосе Имброда (от Народната партия).
Градът има 84 450 жители (2014 г.) с най-висок прираст за Испания. 65% от населението произхожда от Иберийския полуостров. 30% от населението са мюсюлмани, повечето от марокански произход. Следват евреите, които наброяват около 1000 души. Гъстотата на населението е 6866 д/км² (2014).
През 2002 година, в опит да намали вълната от нелегални имигранти от Мароко, испанското правителство изгражда петметрова ограда, с телени заграждения от двете ѝ страни, около целия град (La Valla de Melilla). Оградата и нейната сянка се виждат от сателит и могат да бъдат видени чрез Google Earth.
През 2006, когато са привършени и последните строителни работи, единствените възможни начини за достъп до Мелиля по суша стават двата гранично контролно-пропускателни пункта в западната и южната част на града. Официален език е испанският.

## Личности
Родени
- Арли Ховер (р. 1971), актриса